# Aeschynomene lateritia
Espèce
Synonymes
- Bakerophyton lateritium (Harms) Maheshw.[1]

Aeschynomene lateritia est une espèce de plantes à fleurs de la famille des Fabaceae et du genre Aeschynomene présente en Afrique tropicale.

## Description
C'est une herbe annuelle ramifiée, couchée ou lianescente de 30 à 100 cm de longueur, sur une souche ligneuse, avec de très petites fleurs jaunes.

## Distribution
L'espèce est présente en Afrique de l'Ouest et centrale, également en Angola.

## Habitat
On la rencontre dans les crevasses des rochers, les savanes arbustives.